# Грбови рејона Кемеровске области
Грбови рејона Кемеровске области обухвата галерију грбова административних јединица руске области — Кемеровске области, са статусом градских округа и рејона, те њихове историјске грбове (уколико их има).
Већина грбова настала је након успостављања Руске Федерације и Кемеровске области, као њеног саставног субјекта.

## Грбови округа и рејона
- 1 — Грб рејона 
 Беловски
- 2 — Грб рејона 
 Гурјевски
- 3 — Грб рејона 
 Ижморски
- 4 — Грб рејона 
 Кемеровски
- 5 — Грб рејона 
 Крапивински
- 6 — Грб рејона 
 Лењинск-Кузњецки
- 7 — Грб рејона 
 Маријински
- 8 — Грб рејона 
 Новокузњецки
- 9 — Грб рејона 
 Прокопјевски
- 10 — Грб рејона 
 Промишљеновски
- 11 — Грб рејона 
 Таштагољски
- 12 — Грб рејона 
 Тисуљски
- 13 — Грб рејона 
 Топкински
- 14 — Грб рејона 
 Тјажински
- 15 — Грб рејона 
 Чебулински
- 16 — Грб рејона 
 Јургински
- 17 — Грб рејона 
 Јајски
- 18 — Грб рејона 
 Јашкински